# BAFTA (премия, 1970)
23-я церемония вручения наград премии BAFTA

1970
Лучший фильм: 

Полуночный ковбой 

Midnight Cowboy
< 22-я Церемонии вручения 24-я >
23-я церемония вручения наград премии BAFTA, учреждённой Британской академией кино и телевизионных искусств, за заслуги в области кинематографа за 1969 год состоялась в Лондоне в 1970 году.

## Полный список победителей и номинантов
| Победители выделены отдельным цветом. |

### Основные категории
| Категории                                               | Победитель и номинанты                                 |
| ------------------------------------------------------- | ------------------------------------------------------ |
| Лучший фильм                                            | • «Полуночный ковбой»                                  |
| Лучший фильм                                            | • «Влюблённые женщины»                                 |
| Лучший фильм                                            | • «Дзета»                                              |
| Лучший фильм                                            | • «О, что за чудесная война»                           |
| Лучшая режиссёрская работа                              | • Джон Шлезингер — «Полуночный ковбой»                 |
| Лучшая режиссёрская работа                              | • Питер Йетс — «Буллит»                                |
| Лучшая режиссёрская работа                              | • Кен Расселл — «Влюблённые женщины»                   |
| Лучшая режиссёрская работа                              | • Ричард Аттенборо — «О, что за чудесная война»        |
| Лучшая мужская роль                                     | • Дастин Хоффман — «Джон и Мэри» и «Полуночный ковбой» |
| Лучшая мужская роль                                     | • Никол Уильямсон — «Недопустимое доказательство»      |
| Лучшая мужская роль                                     | • Алан Бейтс — «Влюблённые женщины»                    |
| Лучшая мужская роль                                     | • Уолтер Маттау — «Тайная жизнь американской жены»     |
| Лучшая женская роль                                     | • Мэгги Смит — «Расцвет мисс Джин Броди»               |
| Лучшая женская роль                                     | • Гленда Джексон — «Влюблённые женщины»                |
| Лучшая женская роль                                     | • Миа Фэрроу — «Джон и Мэри»                           |
| Лучшая женская роль                                     | • Миа Фэрроу — «Ребёнок Розмари»                       |
| Лучшая женская роль                                     | • Миа Фэрроу — «Тайная церемония»                      |
| Лучшая женская роль                                     | • Барбра Стрейзанд — «Смешная девчонка»                |
| Лучшая женская роль                                     | • Барбра Стрейзанд — «Хэлло, Долли!»                   |
| Лучшая мужская роль второго плана                       | • Лоренс Оливье — «О, что за чудесная война»           |
| Лучшая мужская роль второго плана                       | • Джек Клагман — «Прощай, Колумб»                      |
| Лучшая мужская роль второго плана                       | • Джек Николсон — «Беспечный ездок»                    |
| Лучшая мужская роль второго плана                       | • Роберт Вон — «Буллит»                                |
| Лучшая женская роль второго плана                       | • Селия Джонсон — «Расцвет мисс Джин Броди»            |
| Лучшая женская роль второго плана                       | • Мэри Вимбуш — «О, что за чудесная война»             |
| Лучшая женская роль второго плана                       | • Памела Франклин — «Расцвет мисс Джин Броди»          |
| Лучшая женская роль второго плана                       | • Пегги Эшкрофт — «Три не превращается в два»          |
| Самый многообещающий дебютант, исполнивший главную роль | • Джон Войт — «Полуночный ковбой»                      |
| Самый многообещающий дебютант, исполнивший главную роль | • Ким Дарби — «Настоящее мужество»                     |
| Самый многообещающий дебютант, исполнивший главную роль | • Дженни Линден — «Влюблённые женщины»                 |
| Самый многообещающий дебютант, исполнивший главную роль | • Эли Макгроу — «Прощай, Колумб»                       |
| Лучший сценарий                                         | • «Полуночный ковбой» — Уолдо Солт                     |
| Лучший сценарий                                         | • «Влюблённые женщины» — Ларри Крамер                  |
| Лучший сценарий                                         | • «Дзета» — Коста-Гаврас, Хорхе Семпрун                |
| Лучший сценарий                                         | • «Прощай, Колумб» — Арнольд Шулман                    |

### Другие категории
| Категории                                                  | Победитель и номинанты                                |
| ---------------------------------------------------------- | ----------------------------------------------------- |
| Лучшая музыка к фильму                                     | • «Дзета» — Микис Теодоракис                          |
| Лучшая музыка к фильму                                     | • «Афера Томаса Крауна» — Мишель Легран               |
| Лучшая музыка к фильму                                     | • «Влюблённые женщины» — Жорж Делерю                  |
| Лучшая музыка к фильму                                     | • «Тайная церемония» — Ричард Родни Беннетт           |
| Лучшая операторская работа                                 | • «О, что за чудесная война» — Джерри Турпин          |
| Лучшая операторская работа                                 | • «Буллит» — Уильям Э. Фрейкер                        |
| Лучшая операторская работа                                 | • «Влюблённые женщины» — Билли Уильямс                |
| Лучшая операторская работа                                 | • «Волхв» — Билли Уильямс                             |
| Лучшая операторская работа                                 | • «Смешная девчонка» — Гарри Стрэдлинг ст.            |
| Лучшая операторская работа                                 | • «Хэлло, Долли!» — Гарри Стрэдлинг ст.               |
| Лучший дизайн костюмов                                     | • «О, что за чудесная война» — Энтони Мендельсон      |
| Лучший дизайн костюмов                                     | • «Айседора» — Рут Майерс                             |
| Лучший дизайн костюмов                                     | • «Влюблённые женщины» — Ширли Энн Расселл            |
| Лучший дизайн костюмов                                     | • «Смешная девчонка» — Ирен Шарафф                    |
| Лучшая работа художника-постановщика                       | • «О, что за чудесная война» — Дон Эштон              |
| Лучшая работа художника-постановщика                       | • «Влюблённые женщины» — Лучана Арриги                |
| Лучшая работа художника-постановщика                       | • «Война и мир» — Михаил Богданов, Геннадий Мясников  |
| Лучшая работа художника-постановщика                       | • «Хэлло, Долли!» — Джон де Кьюр                      |
| Лучший монтаж                                              | • «Полуночный ковбой» — Хью Робертсон                 |
| Лучший монтаж                                              | • «Буллит» — Фрэнк П. Келлер                          |
| Лучший монтаж                                              | • «Дзета» — Франсуаза Бонно                           |
| Лучший монтаж                                              | • «О, что за чудесная война» — Кевин Коннор           |
| Лучший звук                                                | • «О, что за чудесная война» — Дон Чаллис, Саймон Кэй |
| Лучший звук                                                | • «Айседора» — Терри Роулингс                         |
| Лучший звук                                                | • «Буллит» — Эдвин Шид                                |
| Лучший звук                                                | • «Влюблённые женщины» — Терри Роулингс               |
| Лучший звук                                                | • «Битва за Англию» — Тедди Мэйсон, Джеймс Шилдс      |
| Лучший короткометражный фильм Награда имени Джона Грирсона | • Picture to Post — Сара Эрулкар                      |
| Лучший короткометражный фильм Награда имени Джона Грирсона | • Barbican — Робин Кантелон                           |
| Лучший короткометражный фильм Награда имени Джона Грирсона | • Birthday — Фрэнк Роддэм                             |
| Лучший короткометражный фильм Награда имени Джона Грирсона | • A Test of Violence — Стюарт Купер                   |
| Лучший специализированный фильм                            | • Let There Be Light — Питер де Норманвилл            |
| Лучший специализированный фильм                            | • The Behaviour Game — Роналд Спенсер                 |
| Лучший специализированный фильм                            | • Isotopes in Action — Кен МакКриди                   |
| Лучший специализированный фильм                            | • Mullardability — Рене Базилико                      |
| Flaherty Documentary Award                                 | • Prologue — National Film Board of Canada            |
| United Nations Award                                       | • «О, что за чудесная война»                          |
| United Nations Award                                       | • «Дзета»                                             |
| United Nations Award                                       | • «Одален 31»                                         |
| United Nations Award                                       | • «Полуночный ковбой»                                 |